# Dirk Heckmann
Dirk Heckmann (* 15. September 1960 in Remscheid) ist ein deutscher Rechtswissenschaftler.

## Leben

### Akademischer Werdegang
Heckmann studierte an der Universität Trier von 1978 bis 1983 Rechtswissenschaften. Im Anschluss daran war er als wissenschaftliche Hilfskraft am Lehrstuhl von Hans Josef Wieling an der Universität Trier tätig. Nach dem zweiten Staatsexamen im Jahr 1986 wurde er wissenschaftlicher Mitarbeiter am Lehrstuhl für Öffentliches Recht an der Universität Trier bei Thomas Würtenberger. Letzterem folgte Heckmann an die Albert-Ludwigs-Universität Freiburg, wo er am Institut für Öffentliches Recht, Abt. Staatsrecht, seine Assistentenzeit fortsetzte.
Nach seiner mit dem Carl-von-Rotteck-Preis ausgezeichneten Promotion im Jahre 1991 durch die rechtswissenschaftliche Fakultät der Universität Freiburg und seiner Habilitation im Jahr 1995 durch dieselbe erhielt er einen Ruf auf eine Professur an der Universität Passau, nachdem er im Wintersemester 1995/96 einen Lehrstuhl für Öffentliches Recht an der Universität Augsburg vertreten hatte.
Vom Sommersemester 1996 bis zum 30. September 2019 war Heckmann ordentlicher Professor an der Universität Passau, wo er Nachfolger von Ferdinand O. Kopp wurde, dessen Lehrstuhl er nach Ablehnung eines Rufs an die Zeppelin Universität Friedrichshafen 2004 in den Lehrstuhl für Öffentliches Recht, Sicherheitsrecht und Internetrecht umwidmete. Zum 1. Oktober 2019 wechselte er auf den neu errichteten Lehrstuhl für Recht und Sicherheit der Digitalisierung an der Technischen Universität München.
Seit 2001 ist er Mitglied des Fachausschusses Rechts-, Wirtschafts- und Sozialwissenschaften bei der Akkreditierungsagentur ACQUIN. 2003 wählte ihn der Bayerische Landtag zum nebenamtlichen Richter am Bayerischen Verfassungsgerichtshof, 2008, 2013, 2018 Wiederwahl, ebenso 2024. Seit 2005 leitet Heckmann die Forschungsstelle für Rechtsfragen der Hochschul- und Verwaltungsmodernisierung ReH..Mo, die 2011 in Forschungsstelle für IT-Recht und Netzpolitik For..Net umgewidmet wurde. Seit 2006 ist er auch stellvertretender Leiter des Instituts für IT-Sicherheit und Sicherheitsrecht. 2006 wurde er in den Gründungssenat der Deutschen Hochschule der Polizei in Münster berufen. 2007 wurde der Internetrechtler Mitglied des Vorstandes und 2014 Vorsitzender der Deutschen Gesellschaft für Recht und Informatik. Seit 2007 ist er Mitglied der Arbeitsgruppe 9 (E-Justice) auf dem Nationalen IT-Gipfel. Anfang 2009 übernahm Heckmann die Leitung des Center for IT-Compliance and Trust am Deutsche Telekom Institute for Connected Cities (TICC) der Zeppelin University Friedrichshafen. 2015 wurde er in die Hauptjury des Deutschen Computerspielpreises berufen. Seit September 2016 ist er Mitglied der Ethikkommission zum Automatisierten Fahren des Bundesministeriums für Verkehr und digitale Infrastruktur, seit September 2018 Direktor am Bayerischen Forschungsinstitut für Digitale Transformation in München. Im Oktober 2021 wurde Heckmann zum Studiendekan (Vice Dean Study and Teaching) der zum 1. Oktober 2021 neu errichteten School of Social Sciences and Technology der Technischen Universität München gewählt.
Heckmann ist netzpolitischer Berater der CSU. Als Sachverständiger für den Deutschen Bundestag erstellte er 2010 ein Gutachten zum sogenannten Zugangserschwerungsgesetz.
2025 erhielt Heckmann das Bundesverdienstkreuz am Bande.

### Tätigkeitsschwerpunkte
In der Lehre vertritt Heckmann das Öffentliche Recht unter besonderer Berücksichtigung des E-Government, das Polizei- und Sicherheitsrecht, das Internetrecht, Rechtsinformatik sowie das Datenschutzrecht.
Seit Juli 2018 ist Heckmann Mitglied der Datenethikkommission der Bundesregierung.

### Innovationen in der juristischen Ausbildung
Heckmann bietet neben den Veranstaltungen im Rahmen der Virtuellen Hochschule Bayern auch Materialien, Diskussionen und weitere Serviceleistungen auf der Online-Plattform ClixLaw an, welche eine Weiterentwicklung seiner Vorlesungshomepage war, die im WS 2000/01 die erste juristische vorlesungsbegleitende Informationsplattform in Deutschland war. Mit ihr konnte sich der Lehrstuhl Heckmann als Teilnehmer des Internationalen Mediendidaktischen Wettbewerbs Medida-Prix 2001 im Hauptfeld platzieren. Das Projekt trug den Namen „Lim-bo“ (Lehre in Massenfächern online betreut). Daneben unterhält er die Plattform VERiGO, eine auf dem Wiki-System basierende Informationsstelle zum Recht der elektronischen Verwaltung sowie einen Blog zu E-Justice und IT-Recht (rehmoblog).

## Publikationen (Auswahl)

### Monographische Veröffentlichungen (Auswahl)
- Der Sofortvollzug staatlicher Geldforderungen. Ein Beitrag zur Rechtfertigung der Vorleistungspflicht des Bürgers im Spiegel des Verfassungs-, Prozeß- und materiellen Rechts. Duncker & Humblot, Berlin 1992 (Dissertation).
- Geltungskraft und Geltungsverlust von Rechtsnormen. Elemente einer Theorie der autoritativen Normgeltungsbeendigung. Mohr Siebeck, Tübingen 1997 (Habilschrift).
- Polizeirecht in Baden-Württemberg. (zusammen mit Würtenberger und Riggert), C. F. Müller, 1. Auflage, Heidelberg 1993, 8. Auflage 2024 (zusammen mit Würtenberger und Tannenberger).
- Polizei- und Sicherheitsrecht. In: Becker, Kempen, Manssen, Heckmann: Öffentliches Recht in Bayern. C. H. Beck, 1. Auflage, München 2000, 8. Auflage 2022.
- juris Praxiskommentar Internetrecht. juris, 1. Auflage 2007, 4. Auflage 2014 (letzte Printausgabe), 5. Aufl. 2017 (Online und E-Book), 6. Aufl. 2019, 8. Auflage 2024 (seit 7. Auflage 2021 gemeinsam mit Anne Paschke).
- E-Klausur und Elektronische Fernprüfung. Rechtsfragen der Umstellung von Hochschulprüfungen auf zeitgemäße, digitale Prüfungsformate, Duncker & Humblot, 2023 (auch als E-Book im Open Access[11]) (gemeinsam mit Sarah Rachut).

### Sonstige Veröffentlichungen (Auswahl)
Heckmann kommentiert zudem die Vorschriften über die Vollstreckung in der Verwaltungsgerichtsordnung sowie einen Teil der Schluss- und Übergangsbestimmungen in dem von Helge Sodan und Jan Ziekow herausgegebenen Großkommentar zur Verwaltungsgerichtsordnung (5. Auflage 2018). Er ist Herausgeber der Gedenkschrift für seinen Lehrstuhlvorgänger Ferdinand O. Kopp, die unter dem Titel Modernisierung von Justiz und Verwaltung 2007 im Boorberg Verlag erschien.
Weiterhin hervorzuheben sind zahlreiche Aufsätze zum E-Government sowie die Urteilsanmerkungen in dem von ihm herausgegebenen juris PraxisReport IT-Recht.